# William Jones (matematikus)
Sir William Jones (Llanfihangel Tre'r Beirdd, Anglesey,
1675 – London, 1749. július 3.) walesi 
matematikus, aki először használta a {\displaystyle \pi }  (pi) jelet a kör kerületének és átmérőjének az arányára. Jó barátságban volt Isaac Newtonnal és Edmond Halley-vel.

## Életpályája
Matematikai tehetsége korán megmutatkozott. 1695 és 1702 között matematikát tanított tengerészeknek. 1702-ben kiadta A New Compendium of the Whole Art of Navigation című művét, amelyben a matematikát tengeri helymeghatározásra is alkalmazta. Később Londonban tanított matematikát.
1706-ban kiadta Synopsis Palmariorum Matheseos című művét, amelyben a differenciálszámítás és a végtelen sorok elméletét mutatta be kezdőknek.  A görög kerület (περιφέρεια) szó első betűjét használta a kör kerületének és átmérőjének az arányára. 1711-ben megjelent művében (Analysis per quantitatum series, fluxiones ac differentias) bevezette a deriválás jelölését. 1731-ben megjelent Discourses of the Natural Philosophy of the Elements című műve. 
1711-ben Newton és Halley javaslatára a Royal Society tagjává választották. 
Kétszer nősült. Fia, szintén William Jones (1746–1794) hírneves bölcsész volt.

## Fordítás
- Ez a szócikk részben vagy egészben  a   William Jones (mathematician) című angol Wikipédia-szócikk fordításán alapul.  Az eredeti cikk szerkesztőit annak laptörténete sorolja fel. Ez a jelzés csupán a megfogalmazás eredetét és a szerzői jogokat jelzi, nem szolgál a cikkben szereplő információk forrásmegjelöléseként.